# Khalid Salman
Khalid Salman (en árabe: خالد محمد سلمان المحري المهندي‎; Catar; 5 de abril de 1962) es un exfutbolista de Catar que jugaba en la posición de centrocampista.

## Carrera

### Club
Jugó toda su carrera con el Al-Sadd SC de 1980 a 1998, equipo con el que ganó cuatro campeonatos nacionales y 15 títulos de copa, incluyendo la Liga de Campeones de la AFC y la Copa de Clubes Campeones del Golfo.

### Selección nacional
Jugó para Catar en 54 partidos de 1981 a 1998 donde anotó cuatro goles, disputó los Juegos Olímpicos de Los Ángeles 1984 y dos ediciones de la Copa Asiática. Se retiraría en septiembre de 1998 en un empate 1-1 ante Sudán en un partido amistoso, siendo recordado como uno de los miembros de la generación dorada de los años 1980 y años 1990 junto a Mansoor Muftah, Ibrahim Khalfan, Mahmoud Soufi y Adel Khamis.

## Tras el retiro
Al retirarse trabajó para varios canales de deportes del Golfo como analista, y en 2022 fue nombrado como uno de los embajadores de la Copa Mundial de Catar 2022.

## Logros
- Liga de fútbol de Catar: 4

1980–81, 1986–87, 1987–88, 1988–89
- Copa del Emir de Catar: 6

1981–82, 1984–85, 1985–86, 1987–88, 1990–91, 1993–94
- Copa Príncipe de la Corona de Catar: 1

1998
- Copa del Jeque Jassem: 5

1981, 1985, 1986, 1988, 1990, 1997
- Liga de Campeones de la AFC: 1

1988-89
- Copa de Clubes Campeones del Golfo: 1

1991